# George Charpy

Schéma Charpyho kladiva

Georges Augustin Albert Charpy (1. září 1865 – 25. listopadu 1945) byl francouzský vědec, který vytvořil Charpyho nárazový test, využívaný při testování vrubové houževnatosti materiálů. K testování je využíván nástroj, nesoucí jeho jméno – Charpyho kladivo. Obory Charpyho zájmu byly strojírenství, fyzika, metalurgie a chemie.

## Věda a výzkum
George Charpy navštěvoval v letech 1885–1887 École Polytechnique a absolvoval s titulem v námořním dělostřelectvu. V roce 1887 se stal profesorem na École Monge, kde roku 1892 publikoval svou fyzikální práci. Roku 1920 se stal profesorem metalurgie na École Nationale Supérieure des Mines de Paris a o dva roky později (1922) se stal profesorem obecné chemie na École Polytechnique.